# 29 (宮下浩のアルバム)
『29』(にじゅうきゅう)は、nothingmanのボーカル･宮下浩の1stミニアルバム。2012年7月22日に発売。

## 概要
- 会場と通販限定で、7月22日から8月17日までの期間限定のアコースティックミニアルバム[1]。
- 価格は1000円(税込)。

## 収録曲
(全曲作詞作曲: 宮下浩)

1. もう7月
2. そばにいれば
  - 後に会場･通販限定シングル「彼方からの手紙 2013年1月26日」にも収録された。
3. 鱗雲
  - 読みからは「うろこぐも」
4. 2011
5. night song (outro)